# ضریب میرایی
در یک سیستم صوتی، ضریب میرایی نسبت امپدانس نامی بلندگو به امپدانس منبع را می‌دهد. فقط از قسمت مقاومتی امپدانس بلندگو استفاده می‌شود. امپدانس خروجی تقویت‌کننده نیز کاملاً مقاومتی در نظر گرفته می‌شود. امپدانس منبع (که توسط بلندگو دیده می‌شود) شامل امپدانس کابل اتصال نیز است. امپدانس بار {\displaystyle Z_{\mathrm {load} }} (امپدانس ورودی) و امپدانس منبع {\displaystyle Z_{\mathrm {source} }} (امپدانس خروجی) در نمودارمداری نشان داده شده‌است.
ضریب میرایی {\displaystyle DF} است:
{\displaystyle DF={\frac {Z_{\mathrm {load} }}{Z_{\mathrm {source} }}}\,}
جواب برای {\displaystyle Z_{\mathrm {source} }} :
{\displaystyle Z_{\mathrm {source} }={\frac {Z_{\mathrm {load} }}{DF}}\,}

## در عمل
تقویت‌کننده‌های حالت جامد نوین معمولی و دارای بازخورد منفی معمولاً دارای ضریب میرایی بالا، بالای ۵۰ و گاهی بیش از ۱۵۰ هستند. ضریب میرایی زیاد معمولاً میزان «زنگ خوردن» یک بلندگو را کاهش دهند (پس از استفاده از یک ضربه نیرو دچار نوسان کوتاه مدت ناخواسته می‌شوند)، اما میزان ضریب میرایی بالاتر از حدود ۲۰ در این نسبت کمک می‌کند که آن به راحتی بیش از حد بزرگ شود. مقاومت داخلی مؤثر و همچنین مقداری مقاومت و راکتانس در شبکه‌های متقابل و کابل‌های بلندگو وجود خواهد داشت.

## بحثهاي مرتبط
- امپدانس
- امپدانس ورودی
- امپدانس خروجی
- مدار آرال‌سی
- مقسم ولتاژ
- اندازه‌گیری‌های سیستم صوتی
- میرایی
- تقویت‌کننده هدفون

## حاشيه ها و منابع
1. ↑  Toole, Floyd E. (Feb 1975). "Damping, Damping Factor, and Damn Nonsense" (PDF). AudioScene Canada: 16–17.
2. ↑  Augspurger, George L. (Jan 1967). "The Damping Factor Debate" (PDF). Electronics World. Ziff-Davis Publishing Company.